# Габріель Матей
Габріель Матей (рум. Gabriel Matei, нар. 26 лютого 1990, Куртя-де-Арджеш) — румунський футболіст, захисник клубу «Стяуа».

## Клубна кар'єра
У дорослому футболі дебютував 2008 року виступами за команду клубу «Інтернаціонал» з міста Куртя-де-Арджеш, в якій провів два сезони, взявши участь у 37 матчах чемпіонату. 
Своєю грою за цю команду привернув увагу представників тренерського штабу клубу «Пандурій», до складу якого приєднався 2010 року. Відіграв за команду з Тиргу-Жіу наступний сезон своєї ігрової кар'єри. Більшість часу, проведеного у складі «Пандурія», був основним гравцем захисту команди.
До складу клубу «Стяуа» приєднався 2011 року. В новому клубі лише епізодично виходить на поле у складі його основної команди.

## Виступи за збірну
У 2011 році провів одну гру у складі молодіжної збірної Румунії.

## Титули і досягнення
- Чемпіон Румунії (2):

«Стяуа»: 2012-13, 2013-14
- Володар Суперкубка Румунії (1):

«Стяуа»: 2013